# Ceresium mjoebergi
Ceresium mjoebergi är en skalbaggsart som beskrevs av Aurivillius 1917. Ceresium mjoebergi ingår i släktet Ceresium och familjen långhorningar. Inga underarter finns listade i Catalogue of Life.